# Steytlerville
Steytlerville est une ville d'Afrique du Sud, qui se situe dans la municipalité de Dr Beyers Naudé dont est le siège administratif, dans le District de Sarah Baartman, province du Cap-Oriental.

## Population
En 2004, la population estimée était de 3 811 personnes et de 3 986 en 2010.

## Histoire
La ville a été fondée en 1875. Elle a été construite à l'emplacement d'une ferme appelée Doorschpoort. Elle fut construite comme étape pour le transport du bétail.
Elle tient son nom du Révérend Steytler, qui travailla à la création d'une Congrégation hollandaise réformé dans la région.
La ville est connue pour ses rues principales très larges, qui furent construites pour permettre le passage de charriots à bœufs.

## Musées, curiosités
La ville possède un petit musée local qui présente l'histoire de l'installation des populations locales. Il a été lancé en 1967 et n'est accessible que sur demande. Il préserve aussi quelques objets en lien avec la guerre des Boers, ainsi que des objets liés à l'histoire de l'agriculture autour de 1900.

## Anecdotes
En avril 2011, plusieurs journaux ont signalé que de nombreux habitants de la ville déclaraient avoir vu un monstre polymorphe dans la ville. Le monstre aurait pris la forme d'un singe, d'un homme sans tête, d'un chien méchant, d'une grosse vache, d'un cochon puis d'une chauve-souris.